# Fagonia latistipulata
Fagonia latistipulata är en pockenholtsväxtart som beskrevs av Beier & Thulin. Fagonia latistipulata ingår i släktet Fagonia och familjen pockenholtsväxter. Inga underarter finns listade i Catalogue of Life.